# 帕夫洛·埃利亚诺夫
帕夫洛·弗拉基米罗维奇·埃利亚诺夫（烏克蘭語：Павло Володимирович Ельянов，1983年5月10日—），乌克兰国际象棋棋手、特级大师。
埃利亚诺夫在国际象棋奥林匹克比赛中两次获得团体金牌，一次获得个人银牌。此外，他还曾是鲍里斯·格尔凡德与世界冠军马格努斯·卡尔森的助手。